# Ted Phillips
Edward John Phillips, dit Ted Phillips (né le 21 août 1933 à Gromford (en) dans le Suffolk et mort le 9 janvier 2018 à Ipswich), est un joueur de football anglais qui évoluait au poste d'attaquant, avant de devenir ensuite entraîneur.

## Biographie

### Carrière de joueur
Ted Phillips joue en faveur des clubs d'Ipswich Town, de Leyton Orient, de Luton Town, et de Colchester United.
Avec l'équipe d'Ipswich Town, il dispute 43 matchs en première division anglaise, inscrivant 12 buts. Il joue également trois matchs en Coupe d'Europe des clubs champions (quatre buts), et deux matchs en Coupe des coupes (un but). En coupe d'Europe des clubs champions, il inscrit deux doublés contre l'équipe maltaise du Floriana FC.

### Carrière d'entraîneur
Il entraîne le club maltais du Floriana FC lors de la saison 1966-1967.

## Palmarès
Ipswich Town
| - Championnat d'Angleterre (1) : - Champion : 1961-62. - Championnat d'Angleterre D2 (1) : - Champion : 1960-61. |  | - Championnat d'Angleterre D3 (2) : - Champion : 1952-53 (sud) et 1956-57 (sud). - Meilleur buteur : 1956-57 (42 buts). |